# Подводная съёмка

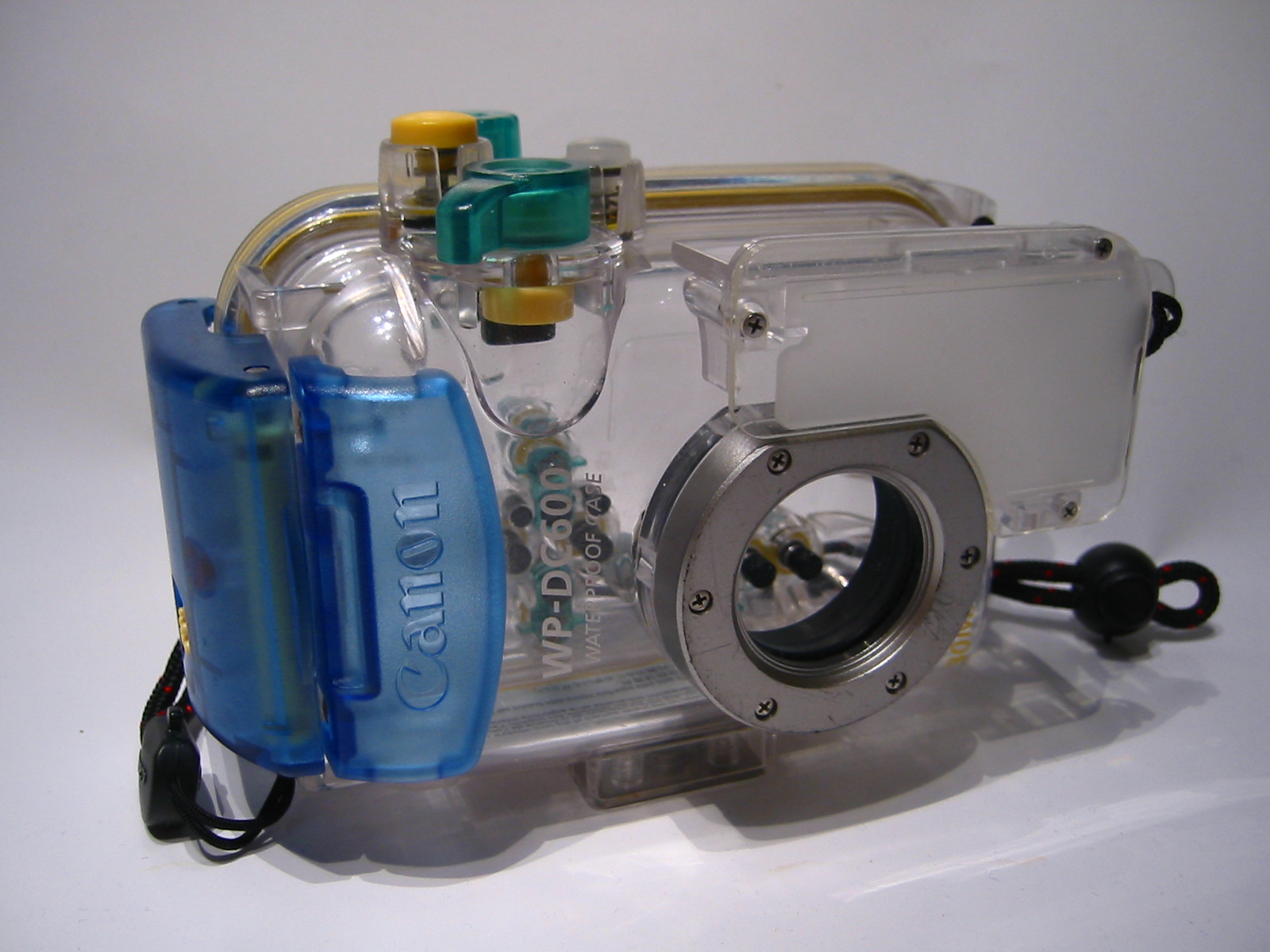
Подводный бокс для фотоаппарата «Didital Ixus»

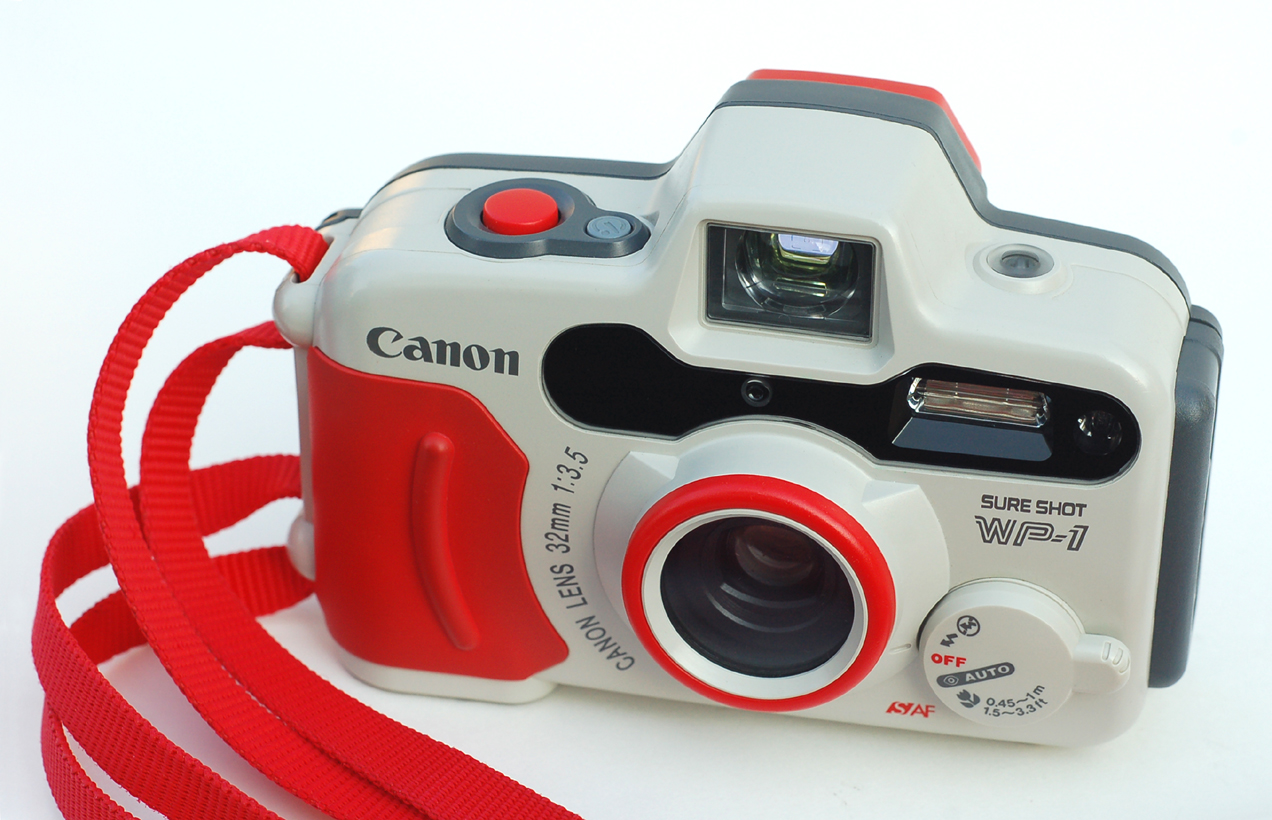
Простейший фотоаппарат «Canon Sure Shot WP-1»

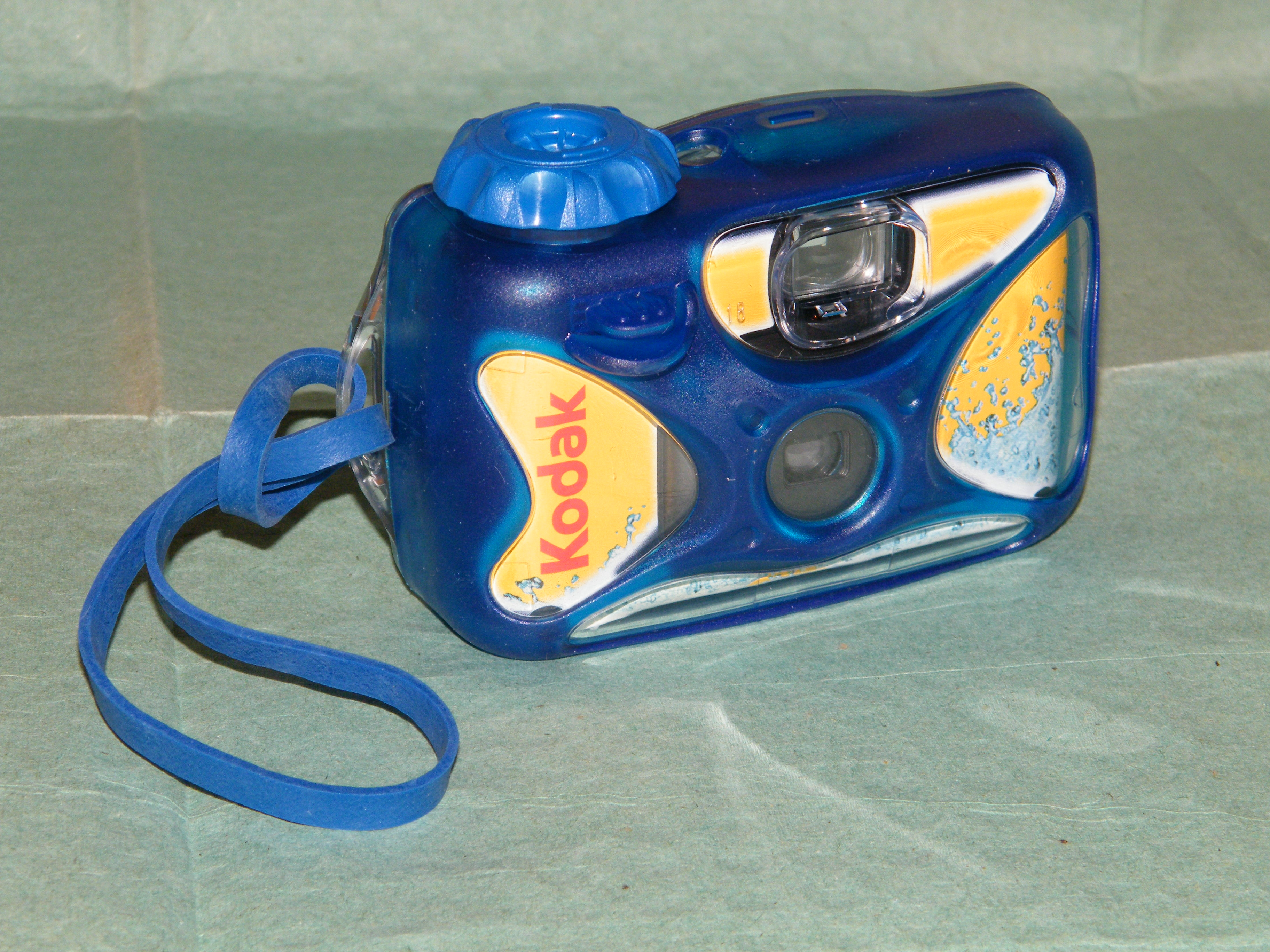
Одноразовый фотоаппарат «Kodak-Sport» (глубина погружения до 15 м)

Подво́дная съёмка — кино- и фотосъёмка различных объектов, находящихся под водой.
Как правило, происходит с применением специального водонепроницаемого оборудования, или с помощью обычного фотоаппарата или кинокамеры, помещаемых в бокс для подводной съёмки или в мягкий водозащитный чехол.
Комплект для подводной съёмки на малых глубинах обычно состоит из съёмочного аппарата в боксе и автономного осветительного прибора. Профессиональные съёмки ведутся с использованием нескольких осветительных приборов с автономными источниками питания, средств установки аппаратуры на грунте или подводном аппарате, средств подводного транспортирования аппаратуры и средств связи между операторами.
Современное оборудование даёт возможность снимать и на глубинах, самому человеку недоступных, благодаря использованию средств дистанционного управления.
Именно в подводной фотографии наиболее полно раскрываются особые свойства цифровой фотографии из-за расширенных возможностей дополнительной манипуляции с изображением, т. н. «цифровой» ретуши.

## Особенности

### Показатель преломления среды
Показатель преломления воздуха приблизительно равен 1. Показатель преломления морской воды равен 1,34.
В связи с этим объектив съёмочного аппарата должен быть отделён от водной среды воздушной прослойкой. Кроме того, переход световых лучей из более плотной среды в менее плотную сопровождается их преломлением, и их отклонение таково, что находящийся в воде предмет кажется ближе, чем на самом деле. Это приходится учитывать при фокусировке съёмочного объектива по шкале расстояний.
Соответственно уменьшается угловое поле объектива и меняется масштаб создаваемого на фотоматериале изображения. Как правило, для подводной съёмки применяют более короткофокусные объективы, нежели на воздухе.

### Рассеяние света в воде
Вода рассеивает лучи света в значительно большей степени, нежели воздух. Особенно существенно влияют на изображение взвешенные в ней частицы песка, ила, планктона. Это обуславливает понижение контраста и резкости изображения.
Исходя из этого, для подводной съёмки следует применять контрастные фотоматериалы.

### Спектральные особенности
Вода значительно лучше пропускает коротковолновую часть спектра, голубые и зелёные лучи. В результате при съёмке в естественном освещении цвет подводных объектов изменяется с погружением в глубину. Начиная с глубины 3-5 метров, практически полностью теряется красная и ослабляется жёлтая часть спектра.
Для глубин более 5 метров компенсация нарушений цветопередачи светофильтрами практически не применяется из-за сложности подбора. Как правило, применяется искусственное освещение.
Подводная съёмка на чёрно-белые материалы часто осуществляется с жёлтым светофильтром, задерживающим наиболее рассеиваемые водой синие лучи. Это существенно улучшает контраст получаемого изображения.

## Некоторые разновидности

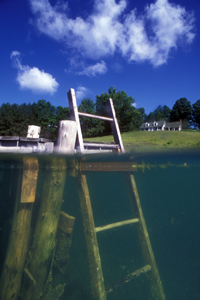
Сплит — одновременно над и под водой

- Сплит — съёмка одновременно в двух средах, с использованием поверхности воды как части сюжета.

1. Преломление света создаёт совершенно различное представление о глубине пространства и смещает изображения подводных частей предметов относительно надводных.
2. Сложность выбора экспозиции. Освещённость воздушной и водной частей отличается на несколько ступеней экспозиции, причём разница зависит от времени суток, чистоты воды.
3. Разница в дистанции фокусировки.

Для компенсации второй и третьей проблем выпускаются специальные насадки, состоящие из полулинзы, создающей разницу в фокусном расстоянии и светофильтра, затеняющего верхнюю часть кадра.
- Съёмка аквариума — наиболее простая разновидность, требующая, однако, избавления от паразитных отражений в стекле (обычно применяется поляризатор, а ось съемки отклоняется на 13 градусов от перпендикуляра к поверхности стекла)
- Съемка в специально оборудованных подводных студиях.

## История

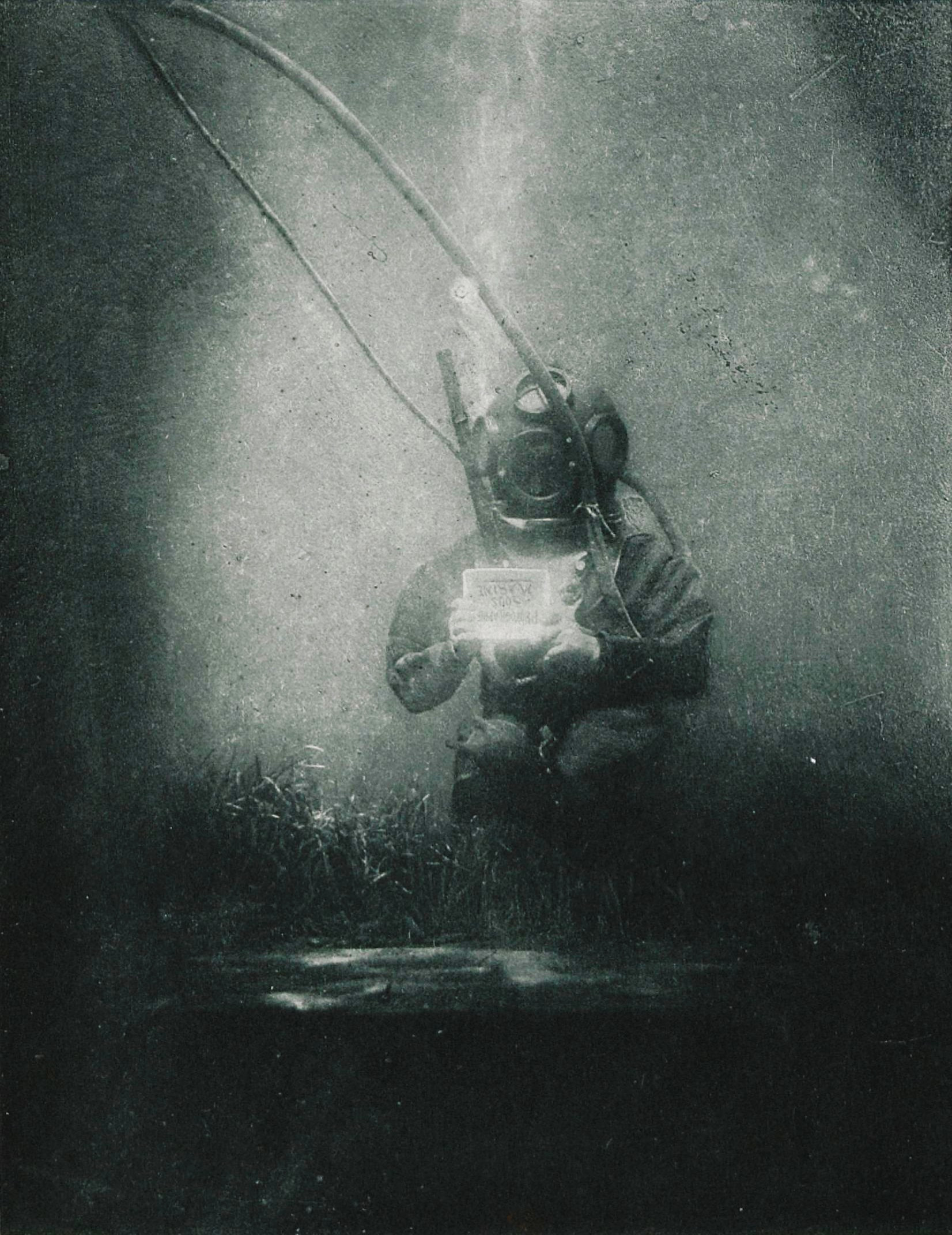
Первый снимок человека под водой. Луи Бутан (Louis Boutan), 1899

- 1856 год — Вильям Томпсон (William Thompson) делает первые подводные снимки, используя фотокамеру, помещенную в герметичный короб, спускаемый под воду на шесте.
- 1886 год — Вячеслав Измайлович Срезневский создал водонепроницаемую камеру для морских съёмок.
- 1893 год — Луи Бутан (Louis Boutan) сделал подводные фотографии в процессе погружения в стандартном водолазном скафандре c жёстким шлемом.
- 1914 год — Джон Эрнест Вильямсон (John Ernest Williamson) снял первый в истории подводный кинофильм.
- 1923 год — В. Лонгли (W. H. Longley) и Чарльз Мартин (Charles Martin) сделали первые цветные снимки под водой и впервые применили под водой магниевую вспышку.
- 1933 год — в СССР Ф. А. Леонтович создал кинокамеру для подводной съёмки[3]
- 1943 год — изобретение акваланга (Жак-Ив Кусто и Э. Ганьян, Франция) способствовало развитию подводной съёмки.
- 1957 год — камера «Calypso Phot» была разработана Жаном Де Вутэ[уточнить]. Впервые выпущена в Австралии в 1963 году. Минимальная выдержка 1/1000 секунды. На её основе создан фотоаппарат Nikonos, ставший родоначальником линейки самых продаваемых подводных камер.

## Выбор типа подводного бокса
При выборе водозащитного чехла или бокса следует помнить о затратах. Если мягкие водозащитные чехлы для компактных цифровых фотоаппаратов в розничной торговле стоят от 500 до 1500 рублей, то для цифровых зеркальных фотоаппаратов цена мягкого защитного чехла в розничной торговле составит уже от 70 до 120 % стоимости самого аппарата. Розничная цена жёстких подводных боксов для компактных цифровых фотоаппаратов обычно составляет от 1/2 до 2/3 стоимости самого компактного цифрового фотоаппарата, а для зеркальных цифровых фотоаппаратов от 1500 до 7000 долларов США в зависимости от материала (поликарбонат или металл), страны и фирмы производителя.
Ещё недавно на рынке доступного любительского оборудования для подводной фотосъемки лидировала фирма Olympus. Однако с распространением цифровой фотографии ряд других крупных производителей, такие как Canon, Fujifilm и Sony стали активно расширять линейку жёстких подводных боксов из поликарбоната для компактных цифровых фотоаппаратов.
Наибольшего размаха этот процесс получил у фирмы Canon, у которой, с небольшими исключениями, для каждого компактной цифровой камеры есть соответствующий ему жёсткий бокс для подводной съёмки. При этом следует помнить, что жёсткие боксы для компактных камер создаются для каждой конкретной модели и не взаимозаменяемы с другими, пусть внешне очень похожими на них моделями аппаратов.